# Fortaleza (Guarulhos)
Fortaleza é um bairro administrativo localizado no distrito sede do município de Guarulhos, em São Paulo, Brasil. Seus bairros limítrofes são Bananal, Capelinha, Mato das Cobras, São João e Tanque Grande. O bairro é composto de apenas um loteamento, Jardim Fortaleza, que é subdividido em duas glebas.
É um bairro predominantemente residencial, em 2010 haviam 4.123 domícilios e uma população total de 13.120 habitantes, sendo 6.683 mulheres e 6.437 homens.
A área administrativa do bairro é cortada ao sul pelo Rodoanel Mario Covas, ainda em construção, próximo desta há uma pedreira, pertencente ao grupo Polimix. No centro há a área residencial do bairro, Jardim Fortaleza, que só pode ser acessada pela Estrada Velha de Nazaré, sendo um dos lugares mais isolados da cidade.

## História
É incerto a origem do nome "Fortaleza", porém, o local existia desde o período colonial, fundado algum momento durante o ciclo de ouro da história guarulhense, provavelmente fazendo referência a um lugar isolado. Quando o local foi comprado, em 1974, manteve-se o nome de Fortaleza, que antes chamava-se Fazenda Fortaleza. Foi implantado como loteamento em 1977, quando ocorreram as vendas de lotes, pavimentação de ruas e instalação de infraestrutura.